# Alcohol en el fútbol profesional

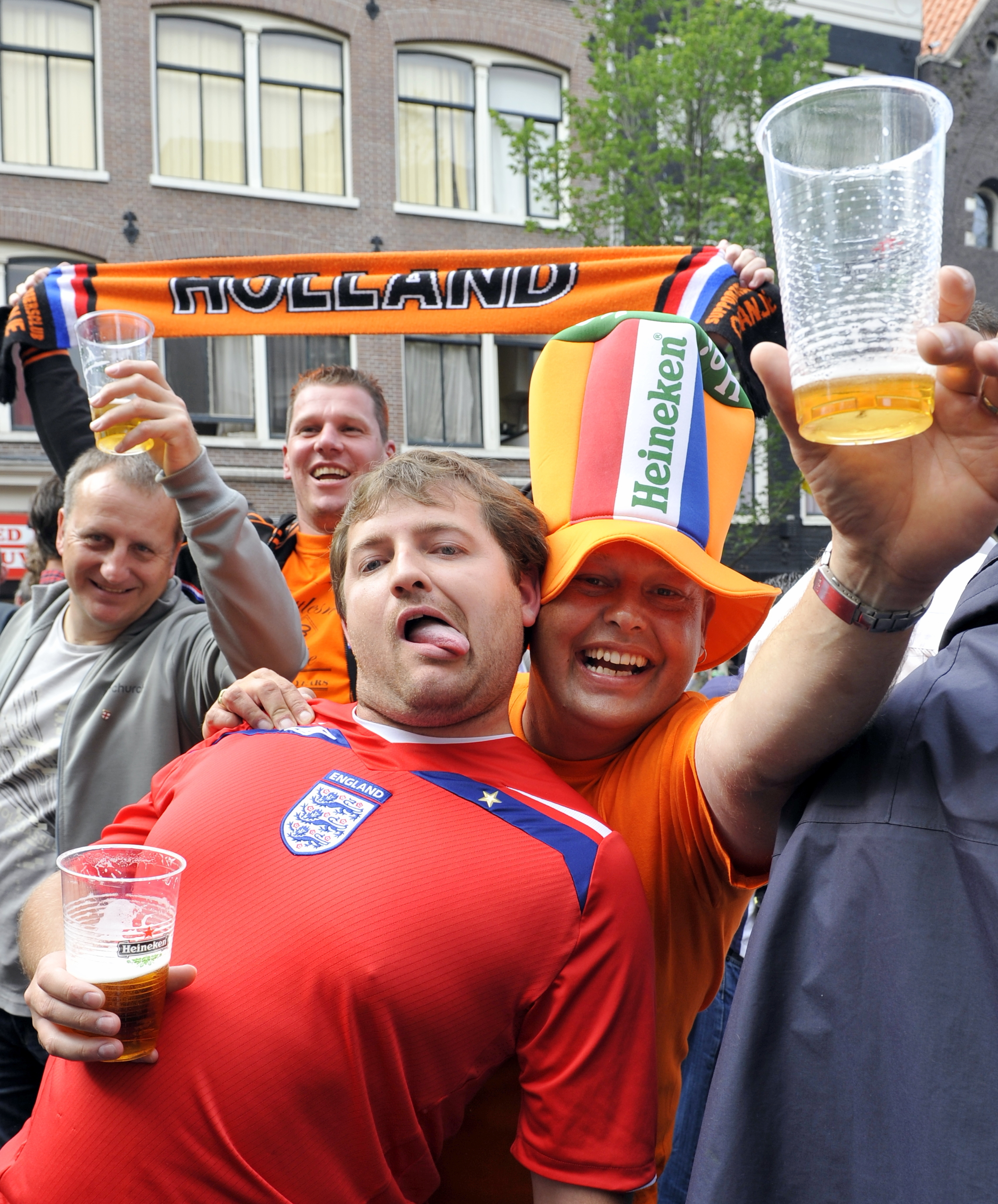
Aficionados al fútbol ingleses y neerlandeses bebiendo juntos en 2009.

El tema del alcohol en el fútbol profesional abarca varios aspectos. Las empresas de bebidas alcohólicas son patrocinadoras de los principales equipos y torneos de fútbol. Las marcas se eliminaron voluntariamente de los kits de réplica para niños y se prohibieron por completo en Francia. No se puede consumir alcohol en partes de los campos de fútbol ingleses con vista al campo, o en cualquier lugar de los campos escoceses fuera de la hospitalidad corporativa.
En Inglaterra, el fútbol tenía una cultura de la bebida, que disminuyó desde fines de la década de 1990 debido a entrenadores extranjeros como Arsène Wenger y un mayor enfoque en la salud y el estado físico. Algunos futbolistas estrella han sufrido abuso de alcohol hasta el punto de fallecer a causa de ello, y otros han cometido delitos relacionados con el alcohol, como conducir bajo los efectos del alcohol. Por el contrario, otros jugadores se abstienen del alcohol, incluso por motivos de fe.

## Alcohol y jugadores

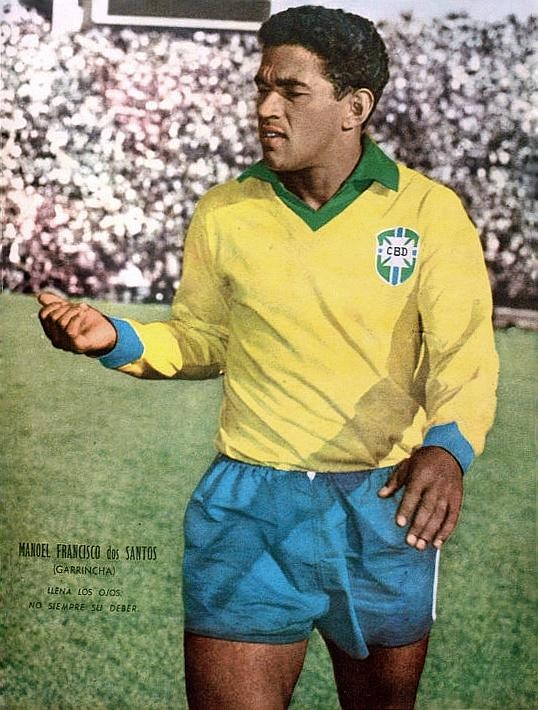
Garrincha, dos veces ganador de la Copa Mundial de Fútbol, murió a los 49 años por abuso de alcohol.

El fútbol inglés tenía una cultura de la bebida, como se puede ver en el ejemplo del Tuesday Club, el nombre dado a las reuniones sociales celebradas entre principios y mediados de la década de 1990 por los jugadores del Arsenal. Uno de los primeros entrenadores en desafiar esto y promover los beneficios para la salud y el rendimiento de la abstinencia fue el francés Arsène Wenger, quien fue contratado por el Arsenal en 1996. En 2016, dijo que ya no había una cultura de beber en el fútbol inglés porque los jugadores eran conscientes de los riesgos.
Jugadores que murieron debido al abuso crónico del alcohol incluyen al norirlandés George Best (59) y al brasileño Garrincha (49). Jugadores que tuvieron problemas a largo plazo con el alcohol incluyen a Tony Adams, Paul Merson, Paul Gascoigne, Gary Charles, Jimmy Greaves, y Brian Clough. Futbolistas condenados por conducir bajo los efectos del alcohol incluyen a Yaya Touré, Wayne Rooney, Craig Bellamy, Charlie Adam, y Hugo Lloris.
Los futbolistas musulmanes no consumen alcohol y se han alterado las celebraciones para evitar exponerlos al alcohol. Los futbolistas no musulmanes notables que se abstienen del alcohol incluyen a Cristiano Ronaldo, Gareth Bale, Jermain Defoe, y Harry Kane.

## Alcohol y fanáticos
En 1985 se prohibió el consumo de alcohol en las gradas de los campos de fútbol ingleses y en las zonas de los estadios con vistas al terreno de juego para frenar el vandalismo. En 2021, la exministra de deportes Tracey Crouch consideró cambios en esta regla, creyendo que alentaría a los fanáticos a beber rápidamente en el medio tiempo. La idea fue criticada por Mark Roberts, líder policial en fútbol.
El alcohol ha sido prohibido en cualquier parte de los campos de fútbol escoceses desde los disturbios en la final de la Copa de Escocia 1979-80 entre Celtic y Rangers, excluyendo las áreas de hospitalidad corporativa. Se habló de revocar esta prohibición para la Eurocopa 2020, a lo que se opuso la policía.

## Patrocinio

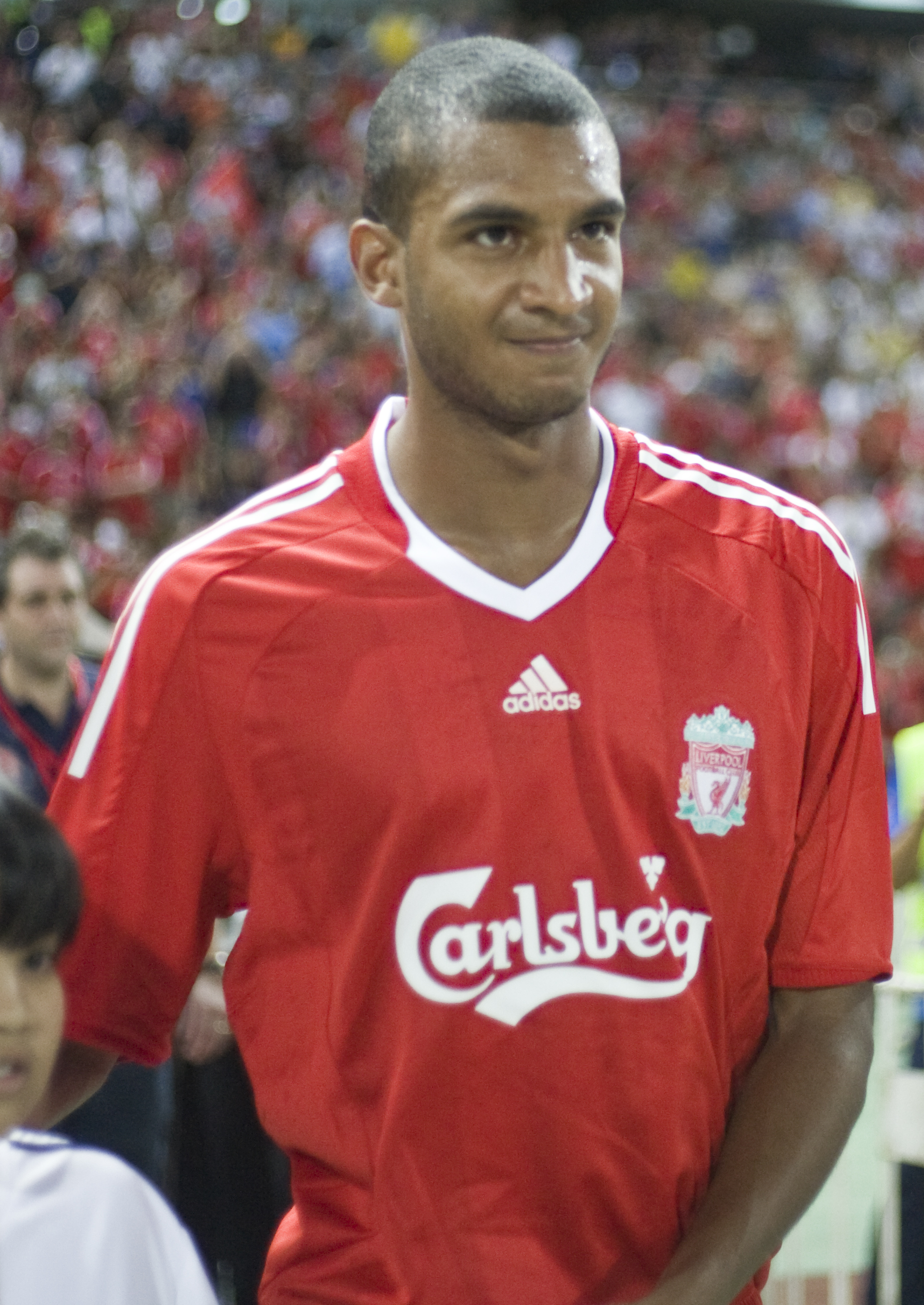
David N'Gog del Liverpool con una camiseta patrocinada por Carlsberg en 2009.

Los clubes de fútbol ingleses patrocinados por el alcohol incluyen Liverpool con Carlsberg (1992-2010), Newcastle United de Scottish & Newcastle (1980-2000), y Everton de Chang Beer (2004-2017). Para la temporada 2017-18, ya no había patrocinadores de bebidas alcohólicas en las camisetas de la Premier League por primera vez, ya que predominaban las empresas de juegos de azar. En Escocia, los rivales Celtic y Rangers compartieron a Carling (2003-2010) y Tennent's (2010-2013) como patrocinadores antes de pasar a Magners y Blackthorn Cider, respectivamente.
Los torneos ingleses patrocinados por el alcohol incluyen la Premier League de Carling (1993-2001), la FA Cup de Budweiser (2011-2014), y la Copa de la Liga de Worthington's (1998-2003) y Carling (2003-2012). En Escocia, tales torneos incluyen la Copa de Escocia de Tennent's (1989-2007) y la Liga escocesa de fútbol de Bell's whisky (1994-1998; 1999-2006)
En junio de 2007, Grupo Portman, que representa a la industria de bebidas de Gran Bretaña, acordó voluntariamente eliminar los patrocinadores de bebidas alcohólicas de los kits de réplica para niños. Debido a las preocupaciones sobre el alcohol, Carling eliminó su marca de los kits de Celtic y Rangers para niños en 2008 antes de la prohibición legal escocesa de que aparezcan anuncios de alcohol en los kits para niños que entró en vigor en 2009.
Desde la aprobación de la Ley Évin en 1991, es ilegal en Francia utilizar el patrocinio para promover el alcohol. Por esta razón, los equipos extranjeros visitantes deben eliminar la marca de alcohol de sus uniformes. Existe un vacío legal por el cual se permite la marca de empresas de bebidas alcohólicas si se promociona explícitamente una cerveza de bajo contenido alcohólico con un graduación alcohólica inferior al 1,2 %; Carlsberg pudo patrocinar la Eurocopa 2016 en Francia por este motivo. En la Eurocopa 2020, el jugador francés Paul Pogba retiró una botella patrocinada de cerveza Heineken sin alcohol durante una conferencia de prensa; los organizadores luego dijeron que ya no colocarían botellas de cerveza alrededor de musulmanes como Pogba.
En junio de 2019, la Major League Soccer de América del Norte permitió el patrocinio de camisetas y estadios por parte de empresas de licores y juegos de azar. A noviembre de 2020, los únicos países centroamericanos que prohibieron la publicidad de alcohol en el deporte fueron Costa Rica y Panamá. Luego, un proyecto de ley en Costa Rica pasó su primera lectura, prescribiendo un impuesto del 6% sobre los patrocinios de bebidas alcohólicas y asegurando que el 20% de las tarifas de publicidad se gastarían en la construcción y mantenimiento de instalaciones deportivas.
En 2012, España prohibió el patrocinio de alcohol con una graduación alcohólica del 20% o más en el deporte. El compromiso se debió a que las cervecerías invertían mucho en el juego, incluida la inversión a nivel de base: en 2017 invirtieron 60 millones de euros, y los patrocinios podrían duplicar o triplicar esa cantidad.